# St. Anne’s (Belize)
St. Anne’s ist eine Siedlung von Maskall im Belize District in Belize.

## Geographie
St. Anne’s liegt am Northern Highway südlich von Maskall und nördlich von Corozalito, beziehungsweise Chicago.
In der Nähe liegt die archäologische Stätte Santa Ana.

## Klima
Das Klima ist tropisch heiß.